# Dicer
A Dicer, más néven Dicer endoribonukleáz vagy DNázmotívumú helikáz a DICER1 gén által kódolt enzim. A RNáz III-család tagjaként a kétszálú RNS-t (dsRNS) és a pre-mikro-RNS-t (pre-miRNS) rövid kétszálú RNS-töredékekre (kis interferáló RNS és mikro-RNS) bontja. Ezek 20–25 bázispárból állnak 2 bázis többlettel a 3′-végen. A Dicer megkönnyíti az RNS-indukált csendesítőkomplex (RISC) aktiválását, mely az RNS-interferencia terén fontos. A RISC része a katalitikus Argonaute mRNS-bontó endonukleáz.

## Felfedezés
A Dicert 2001-ben nevezte el a Stony Brook Egyetemen tanuló Emily Bernstein Gregory Hannon laboratóriumában, a Cold Spring Harbor Laboratóriumban végzett kutatása során. Felfedezett egy kis RNS-ek létrehozásáért felelős enzimet. A Dicer képességét 22 nukleotid körüli RNS-töredékek létrehozására annak RISC-komplextől való elválasztásával fedezték fel a dsRNS-transzfekcióval való RNSi-iniciáció után. E kísérlet kimutatta, hogy a RISC nem felel a kis nukleotidtöredékekért. A RNáz III-családbeli enzimek RNS-töredék-képző képességét vizsgáló kísérletek a Drosophila CG4792-re (ma Dicer) szűkítették a keresést.
A Dicer-ortológok sok más élőlényben megtalálhatók. A Physcomitrella patens moha DCL1b-je, a 4 DICER-fehérje egyike nem a miRNS-képzésért, hanem a miRNS-átiratok lebontásáért felel. Így új mechanizmust fedeztek fel a génexpresszió-szabályzásban, a gének miRNS általi epigenetikai csendesítését.
Az első ismert kristályszerkezetű Dicer a Giardia duodenalisé volt. Ezt Ian MacRae fedezte fel posztdoktori kutatása során Jennifer Doudna laboratóriumában posztdoktori kutatása során a Kaliforniai Egyetemen. Egy PAZ és két RNáz III-domént röntgenkrisztallográfia révén fedeztek fel. A fehérje 82 kDa-os, és más élőlényekben lévő állandósult funkcionális magot képvisel – például a humán fehérje 219 kDa-os. A két méret eltérését a humán Dicer legalább 5 eltérő doménje okozza. Ezek fontosak a szabályzásban, a dsRNS-feldolgozásban és az RNS-interferenciaproteinfaktor-működésben.

## Funkciós domének

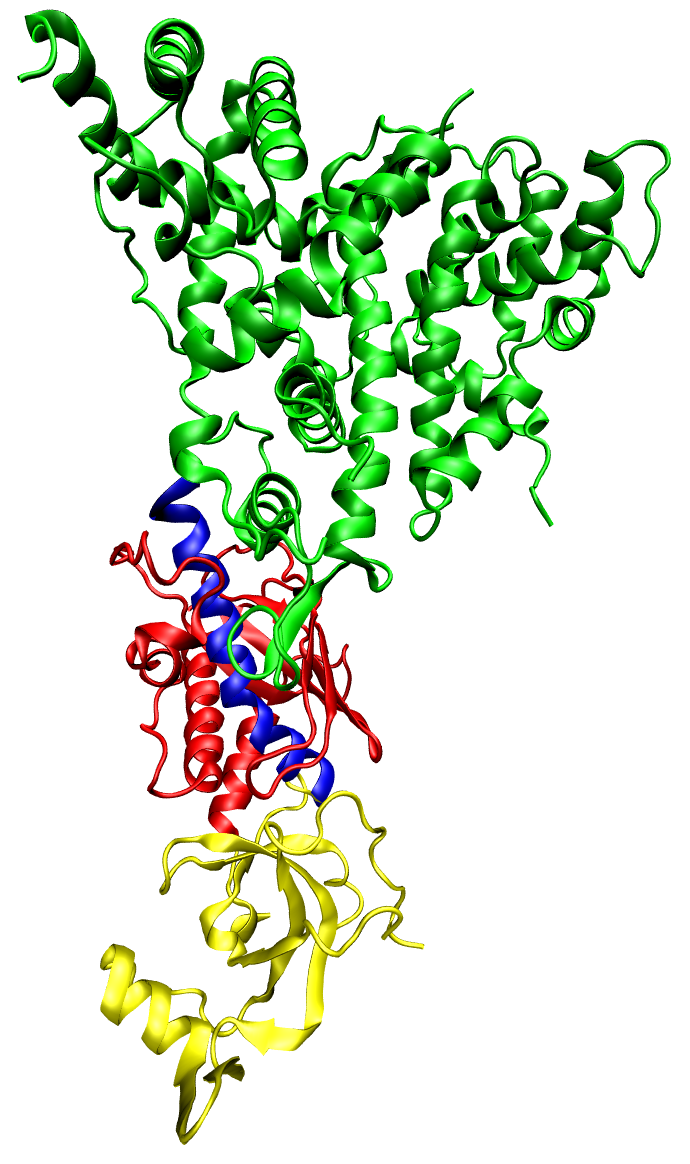
Giardia duodenalis-Dicer, mely a dsRNS siRNS-ekre bontását katalizálja. A RNáz III-domének zölddel, a PAZ-domén sárgával, a platform pirossal, a hélix kékkel szerepel.

A humán Dicer (más néven hsDicer vagy DICER1) ribonukleáz III, mivel kétszálú RNS-t bont. A két RNáz III-domén mellett helikáz-, PAZ (Piwi/Argonaute/Zwille) domént és két dsRNS-kötő domént (DUF283 és dsRBD) tartalmaz.
Egy 2006-os kutatás szerint a PAZ domén képes a dsRNS kétnukleotidos 3'-többletét megkötni, míg a RNáz III-katalitikusdomének pszeudodimert hoznak körülötte létre a szálak szétválasztásához. Ez a dsRNS funkcionális rövidülését okozza. A PAZ és a RNáz III-domének közti különbséget az összekötő hélix szöge befolyásolja, és befolyásolja a miRNS-termék hosszát. A dsRBD a dsRNS-hez köt, bár a domén kötőhelye nem ismert. Feltehetően e domén más szabályzófehérjékkel (emberben TRBP, Drosophilában R2D2, Loqs) együtt működik a RNáz III-domének elhelyezéséhez és a sRNS-termékek irányításához. A helikázdomén hosszú szubsztrátokat dolgozhat fel.

## Szerepe

### RNSi

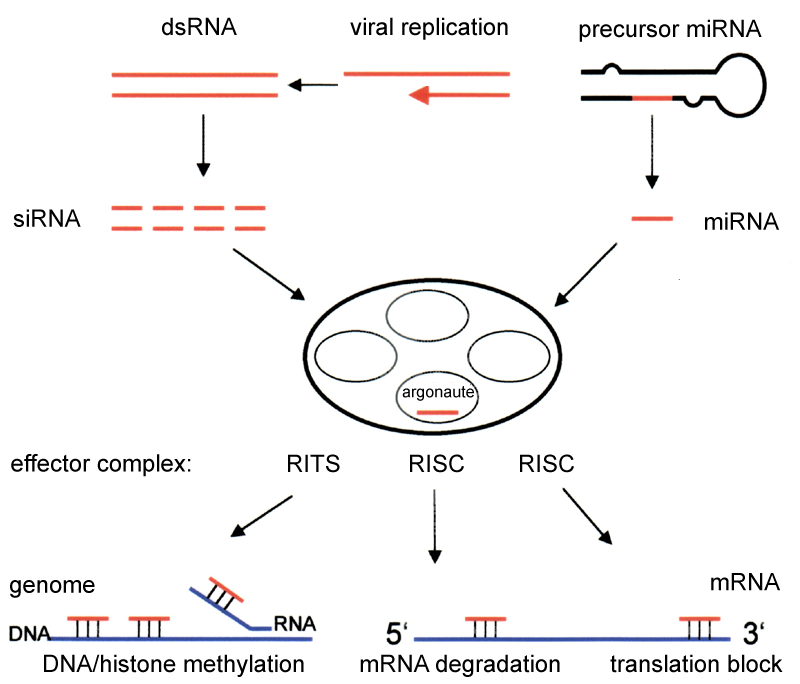
A Dicer a dsRNS-t vagy pri-miRNS-t kis interferáló RNS-sé, illetve miRNS-sé bontja. Ezek az RNS-indukált csendesítő komplexbe kerülnek, mely az mRNS-t célozza a transzláció megakadályozásához.

#### Mikro-RNS
Az RNS-interferencia az a folyamat, ahol az RNS miRNS-sé bomlása gátolja bizonyos gazda-mRNS-szekvenciák expresszióját. A miRNS a sejtben primer miRNS-ből keletkezik a sejtmagban. Ezek kisebb prekurzor (pre-) miRNS-sé bomlanak, melyek általában 70 nukleotidból állnak. A pri-miRNS-t a DGCR8 azonosítja, és a Drosha bontja pre-miRNS-sé a sejtmagban. Ezek a citoplazmába kerülnek, ahol a Dicer bontja le érett miRNS-sé.

#### Kis interferáló RNS
A kis interferáló RNS (siRNS) hasonlóan jön létre a miRNS-hez a dsRNS kisebb, 21–23 nukleotid hosszú részekre bontásával. A miRNS-ek és a siRNS-ek is aktiválják a RISC-et, ahol a komplementer cél-mRNS-szekvenciát célozzák, és RNázzal bontják az RNS-t. Ez az adott gént RNSi-vel csendesíti. A siRNS-ek a miRNS-ektől abban térnek el, hogy míg a siRNS-ek általában mRNS-specifikusak, a miRNS-ek nem teljesen komplementerek velük. A miRNS-ek hasonló szekvenciájú célokkal kölcsönhathatnak, különböző gének transzlációját gátolva. Az RNS-interferencia normál folyamatok fontos része, és a rákcélpontokhoz használható diagnosztikai és terápiás eszközként kutatják.

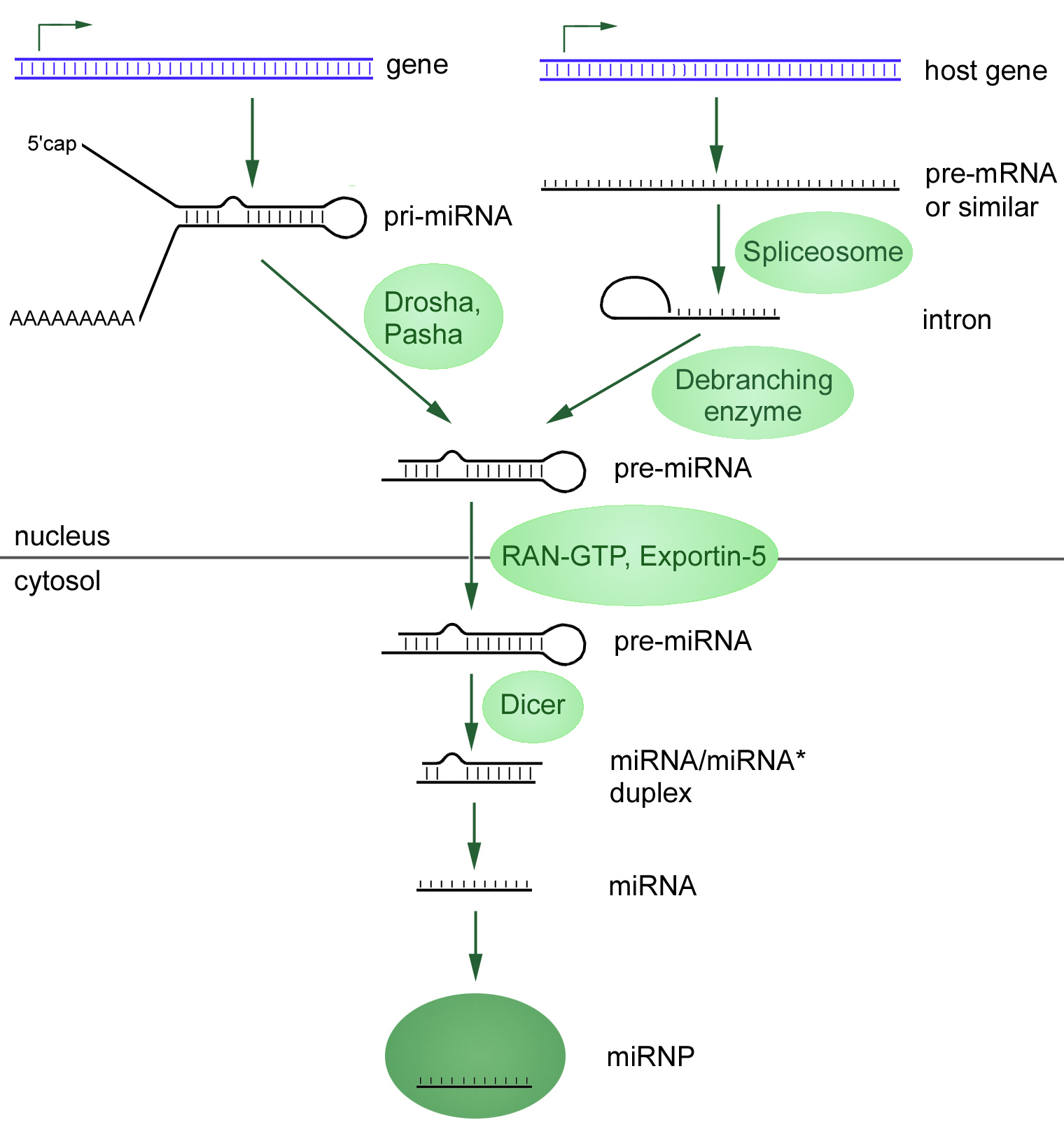
miRNS-keletkezés RNS-interferenciához

### RNSi-n kívül

#### Spermatogenezis
A Dicer a spermatogenezisben szabályozza a fő szatellitismétlődés transzkriptumainak expresszióját és a meiotikus kromoszómaszegregációt.

#### A DNS-ben
A heterokromatinképződéshez, a DNS-hipometiláció és a hiszton-hiperacetiláció akadályozásához szükséges. Egérembrió-őssejtekben a di-/trimetil-H3K9 szintjét és a centromerekben lévő ismétlődő szakaszok metilációját a Dicer-knockout csökkenti.

#### Nukleotidismétlődésekhez való kötés
Az Argonaute fehérjével és egy kis RNS-sel alkotott komplexe nukleotidismétlődésekhez, különösen A-ismétlődéshez köt. Ezen aktivitása pozitív korrelációt mutat az ismétlődés hosszával.

## Betegségek

### Makuladegeneráció
A korral összefüggő makuladegeneráció gyakori vakságok fejlett országokban. A Dicer szerepe e betegségben fontos lett, miután kiderült, hogy az érintett betegek Dicer-szintje alacsonyabb a retinapigment-epitéliumban (RPE). A csak az RPE-ben való Dicer-hiánnyal rendelkező egerek hasonló tüneteket mutattak. Azonban más fontos RNSi-fehérjékkel, például Droshával vagy Pashával nem rendelkező egerek nem mutattak makuladegenerációs tüneteket. Ez alapján a retina egészségében a Dicernek specifikus szerepe van, mely független az RNSi-től, így nem a si/miRNS-keletkezéstől függ. Az Alu-RNS (az Alu elemek RNS-átiratai) nagyobb mennyiségben voltak jelen az elégtelen Dicerrel rendelkező betegekben. E nemkódoló RNS-ek hurkot alkotó dsRNS-eket alkothatnak, melyeket az egészséges retinában a Dicer lebont. Azonban az elégtelen Dicer-szint esetén az Alu-RNS szintnövekedése az RPE degenerációjához vezet gyulladás miatt.

### Rák
A rákok megváltozott miRNS-expressziós profilja miatt a miRNS-eknek, így a Dicernek fontos szerepe van a rákfejlődésben és -prognózisban. A miRNS-ek tumorszupresszorként működhetnek, így megváltozott expressziójuk tumorigenezist okozhat. A tüdő- és petefészekrák esetén a rossz prognózis és a csökkent túlélési idők összefüggnek a kisebb Dicer- és Drosha-expresszióval. A kisebb Dicer-szint összefügg az előrehaladott tumorral is. Azonban a magas Dicer-expresszió más rákokban, például a prosztata- és nyelőcsőrákban összefügg a rossz betegprognózissal. Ezen eltérées alapján egyedi Dicert tartalmazó RNSi-szabályzófolyamatok állnak a háttérben az eltérő tumortípusoknál.
A Dicer a DNS-javításban is fontos. A DNS-károsodás a csökkent Dicer-expresszióval a DNS-javítás és egyéb mechanizmusok csökkent hatékonysága miatt növekszik. Például a Dicer termelte siRNS a kettősszál-töréseknél a kettősszáltörés-javításban fontos fehérjekomplexeket irányíthatja, továbbá kromatinmódosulásokat is irányíthat. Ezenkívül a miRNS-expresszióminták az ionizáló vagy ultraibolya sugárzás okozta DNS-károsodás hatására változnak. Az RNSi-mechanizmusok felelnek a transzpozoncsendesítéséért, hiányukban, mintha a Dicer expressziója csökkent vagy megszűnt volna, DNS-károsító aktivált transzpozonokat okozhat. A DNS-károsodás növekedése onkogén mutációkkal rendelkező sejteket – így tumorfejlődést – okozhat.

### Egyéb betegségek
A többcsomós schwannomatózisos golyva autoszomális domináns betegség, mely e gén mutációival függ össze.

### Virális patogenezis
Az RNS-vírusok általi fertőzés elindíthatja az RNSi-kaszkádot. Feltehetően a Dicer kapcsolódik a virális immunitáshoz, mivel a növényi és állati sejteket is fertőző vírusok rendelkeznek RNSi-válasz-gátló fehérjékkel. Emberben a HIV-1, az influenza- és vacciniavírus ilyen RNSi-gátló fehérjéket kódolnak. A Dicer gátlása hasznos a vírusnak, mivel a Dicer képes a virális dsRNS bontására RISC-be helyezésére, lebontva a virális mRNS-t, így küzdve a fertőzés ellen. Egy másik lehetséges víruspatogenezis-mechanizmus a Dicer blokkolása mint sejt-miRNS-utak gátlásához.

### Rovarokban
A Drosophilában a Dicer-1 pre-miRNS-feldolgozással hoz létre miRNS-t, a Dicer-2 siRNS-t hoz létre hosszú dsRNS-ből. A rovarok a Dicert antivirális fehérjeként használhatják. Ez fontos, mivel a szúnyogok számos virális betegségért, például a gyakran halálos arbovírusok által okozottakért (nyugat-nílusi láz, dengue-láz, sárgaláz stb.) felelnek. Míg a szúnyogok, ezen belül az Aedes aegypti e vírus vektorai, ők nem a tervezett gazdák. Az átadás egy nőstény szúnyog gerincesvérigénye miatt alakul ki a petefejlődéshez. Az RNSi-út a rovarokban más állatokéhoz hasonlít, a Dicer-2 lebontja a vírus-RNS-t és a RISC-be helyezi, ahol egy szál az RNSi-termékek templátja, a másik lebomlik. A nem működő RNSi-útvonal-részeket okozó mutációkkal rendelkező rovarok nagyobb vírusterhelést vagy -szuszceptibilitást mutatnak. Az emberekhez hasonlóan a vírusoknak is vannak az RNSi-elkerüléshez módszereik. Például a Drosophila C-vírus az 1A dsRNS-kötő proteint kódolja, mely megakadályozza a Dicer általi bontását és a RISC-be kerülését. A Heliothis virescens aszkovírus 3a a Dicerhez hasonló RNáz III-t kódol, mely versenghet a dsRNS-ért és siRNS-duplexeket bonthat, megakadályozva a RISC-töltést.

## Szabályzás
A Dicer hatását modulálja a PACT és a TRBP, melyekkel stabil komplexet képez. Ezek biztosítják a szubsztrát- és bontásspecificitását.
A HSP90 és az AHA1 a miRNS-érést a Dicer szerkezetének kialakulását segítve növeli, melyek legjobban az újonnan transzlált Dicerhez kötnek. Bármelyikük knockdownja csökkenti a Dicer szintjét. Az AHA1 a HSP90 kochaperonja, első 20 aminosavja teszi lehetővé a dicerexpresszió növelését – ez az AHA1–E67K-hoz hasonlóan nem növeli a dicerszintet.

## Diagnosztikai és terápiás használat
A Dicer használható tumorok jelenlétének azonosítására a testben az enzim expressziós szintje alapján. Egy tanulmány szerint sok rákos betegben csökkent a Dicer-expresszió, és hogy a kisebb expresszió rövidebb túléléssel függ össze. Amellett, hogy diagnosztikai eszköz, a Dicer használható betegek kezelésére idegen siRNS intravénás injekciójával, géncsendesítést okozva.
A siRNS kétféleképp vihető be emlősfajokban, az egyik a közvetlen injekció, mely nem igényel Dicert, a másik a rövid hajtű-RNS-t (shRNS) kódoló plazmidokkal való bevitel, melyeket a Dicer siRNS-sé bont.
A Dicer terápiás siRNS-termelésre való használatának előnye a célok specificitása és diverzitása, szemben a jelenleg használt technológiákkal, például az antitestekkel vagy a kismolekulás inhibitorokkal. Általában a kismolekulás inhibitorok specificitása nehezen kezelhető, és káros mellékhatásaik lehetnek, míg az antitestek bár a siRNS-hez hasonlóan specifikusak, de csak ligandumokkal vagy felszíni receptorokkal szemben használhatók. Azonban az alacsony sejtbe való felvétel a siRNS-injekciók fő akadálya. Az injektált siRNS vérben kevéssé stabil, és stimulálja a nem specifikus immunitást. Emellett a terápiás miRNS-termelés kevéssé specifikus, mivel csak 6–8 nukleotidos megfelelés kell, hogy a miRNS az mRNS-hez csatlakozzék.

## Dicerszerű fehérjék
A növényi genomok a Dicerhez hasonló fehérjéket kódolnak hasonló funkciókkal és doménekkel az állati Dicerhez. Például az Arabidopsis thaliana modellszervezetben 4 dicerszerű fehérje (DCL1–DCL4) van. A DCL1 a miRNS- és sRNS-termelésben fontos, a DCL2 siRNS-t állít elő cisz helyzetű antiszenz átirattal, segítve a vírusimmunitást és -védelmet, a DCL3 a kromatinmódosításban fontos siRNS-t hoz létre, a DCL4 a transz működésű siRNS-ek metabolizmusában és poszttranszkripciós átiratcsendesítésében fontos. Ezenkívül a DCL1 és 3 a virágzásban is fontos. Az A. thalianában a DCL-knockout súlyos gondot nem okoz.
A rizs és a szőlők is termelnek DCL-eket, mivel a Dicer-mechanizmus számos élőlény közös védekezési stratégiája. A rizs az általa előállított 5 DCL-re további funkciókat is fejlesztett, és fontosabbak a működésben és fejlődésben, mint az Arabidopsiséi. Ezenkívül az expressziós minták a különböző sejttípusok közt eltérnek, míg az Arabidopsisban homogénebb. A rizs-DCL-expressziót befolyásolhatja a biológiai stressz, beleértve a szárazságot, a sótartalmat és a hideget. Így e stresszorok csökkenthetik a növény vírusellenállását. Szemben az Arabidopsisszal, a DCL-funkcióvesztés fejlődési hibákat okoz a rizsben.

## Kölcsönhatások
A Dicer DNS-károsító anyagok hatására szabályozza a H3K18-deacetilációt a SIRT7-tel kölcsönhatva, és csökkenti a kromatinasszociált SIRT7 mennyiségét azt a citoplazmában tartva.

## Fordítás
Ez a szócikk részben vagy egészben  a   Dicer című angol Wikipédia-szócikk ezen változatának fordításán alapul.  Az eredeti cikk szerkesztőit annak laptörténete sorolja fel. Ez a jelzés csupán a megfogalmazás eredetét és a szerzői jogokat jelzi, nem szolgál a cikkben szereplő információk forrásmegjelöléseként.